# علم الاجتماع التحليلي
علم الاجتماع التحليلي هو استراتيجية لفهم العالم الاجتماعي. إنه يهتم بشرح الحقائق المهمة على المستوى الكلي مثل انتشار الممارسات الاجتماعية المختلفة وأنماط الفصل وهياكل الشبكات والمعتقدات النموذجية وطرق التصرف الشائعة. إنه يشرح هذه الحقائق ليس فقط من خلال ربطها بحقائق أخرى على المستوى الكلي، ولكن من خلال تفصيل طرق واضحة ودقيقة للآليات التي تم تحقيقها من خلالها. يتم تحقيق ذلك من خلال التركيز التفصيلي على تصرفات الأفراد وتفاعلاتهم، واستخدام تقنيات المحاكاة الحديثة لاستخلاص النتائج على المستوى الكلي التي من المحتمل أن تحققها مثل هذه الإجراءات والتفاعلات. يمكن اعتبار علم الاجتماع التحليلي تجسيدًا معاصرًا لمفهوم روبرت ميرتون المعروف عن نظرية النطاق المتوسط.